# حسین‌آباد ملک
حسین‌آباد ملک، روستایی است از توابع بخش بهاران شهرستان گرگان در استان گلستان ایران.
نام آوران این روستا 
امیرحسین قلیچ لی جوان خوش چهره گیمر ( بازی های کنسولی )
محمد علی نژاد فوتبالیست لیگ برتر
و ابوذر مارکلایی گزارشگر کبدی است

## جمعیت
این روستا در دهستان قرق قرار داشته و براساس سرشماری سال ۱۳۸۵جمعیت آن ۱٬۱۷۱نفر (۲۹۶خانوار) بوده است.